# Ingeborg-Bachmann-Preis 1997
Der Ingeborg-Bachmann-Preis 1997 war der 21. Wettbewerb um den Literaturpreis bei den Tagen der deutschsprachigen Literatur. Die Veranstaltung fand vom 25. bis 29. Juni 1997 im Klagenfurter ORF-Theater des Landesstudios Kärnten statt.
In diesem Jahr wurde der Umfang des Wettbewerbs deutlich verringert: Die Jury wurde auf sieben statt elf Mitglieder verkleinert, entsprechend wurde auch die Anzahl der eingeladenen Autoren von im Vorjahr 22 auf 16 gesenkt. Der Wettbewerb wurde von fünf auf vier Tage verkürzt. Eine weitere, tiefgreifende Reform betraf die Handhabung der Texte – sie wurden den Juroren nun nicht mehr erst auf dem Wettbewerb bekanntgemacht, sondern bereits eine Woche vorher zur Verfügung gestellt.
Personell gab es ebenfalls Wechsel. Peter Demetz, zehn Jahre Jurysprecher, verließ die Jury, und der ebenfalls langgediente Moderator Ernst Grissemann gab an Ernst A. Grandits ab.
Der vormalige Bertelsmann-Literaturpreis wurde in diesem Jahr nicht mehr vergeben. Der Sponsor begründete zusammen mit dem Veranstalter stattdessen den Klagenfurter Literaturkurs, der auch nach dem Rückzug von Bertelsmann aus dem Bachmann-Preis 1999 fortbestand.

## Autoren
- Marcus Braun
- Gion Mathias Cavelty
- Leopold Federmair
- Bettina Galvagni
- Zoë Jenny
- Steffen Kopetzky
- Tim Krohn
- Gila Lustiger
- Thomas Meinecke
- Norbert Niemann
- Elisabeth Reichart
- Wolfgang Schlüter
- Peter P. Schwaiger
- Bruno Steiger
- Thorsten Tornow
- Ulrich Zieger

## Juroren
- Klaus Amann
- Silvia Bovenschen
- Iso Camartin (Jurysprecher)
- Barbara Frischmuth
- Thomas Hettche
- Iris Radisch
- Hardy Ruoss

## Preisträger
- Ingeborg-Bachmann-Preis (dotiert mit 200.000 ÖS): Norbert Niemann für Wie man's nimmt
- Preis des Landes Kärnten (dotiert mit 100.000 ÖS): Steffen Kopetzky für Einbruch und Wahn. Ein Versuch über die Umtriebe der Anderen
- Ernst-Willner-Preis (85.000 ÖS): Bettina Galvagni für Die letzte Ikone
- 3sat-Stipendium (dotiert mit 6.000 DM): Zoë Jenny für Das Blütenstaubzimmer